# Protium reticulatum
Protium reticulatum är en tvåhjärtbladig växtart som först beskrevs av Adolf Engler, och fick sitt nu gällande namn av Stephan Ladislaus Endlicher. Protium reticulatum ingår i släktet Protium och familjen Burseraceae. Inga underarter finns listade i Catalogue of Life.